# Harry Bakwin
Harry Bakwin, född 19 november 1894, död 25 december 1973, var professor i pediatrik vid New York University.
Han har givit namn åt åkommorna Bakwin-Kridas syndrom och Bakwin-Eigers syndrom.